# Cruz al Mérito de Guerra (Alemania nazi)
La Cruz al Mérito de Guerra (en alemán: Kriegsverdienstkreuz) fue una condecoración de la Alemania nazi durante la Segunda Guerra Mundial. Hacia el final del conflicto se concedía en cuatro grados y tenía un equivalente civil. Una versión "desnazificada" de la Cruz al Mérito de Guerra fue reeditada en 1957 por la Bundeswehr para sus veteranos.

## Historia

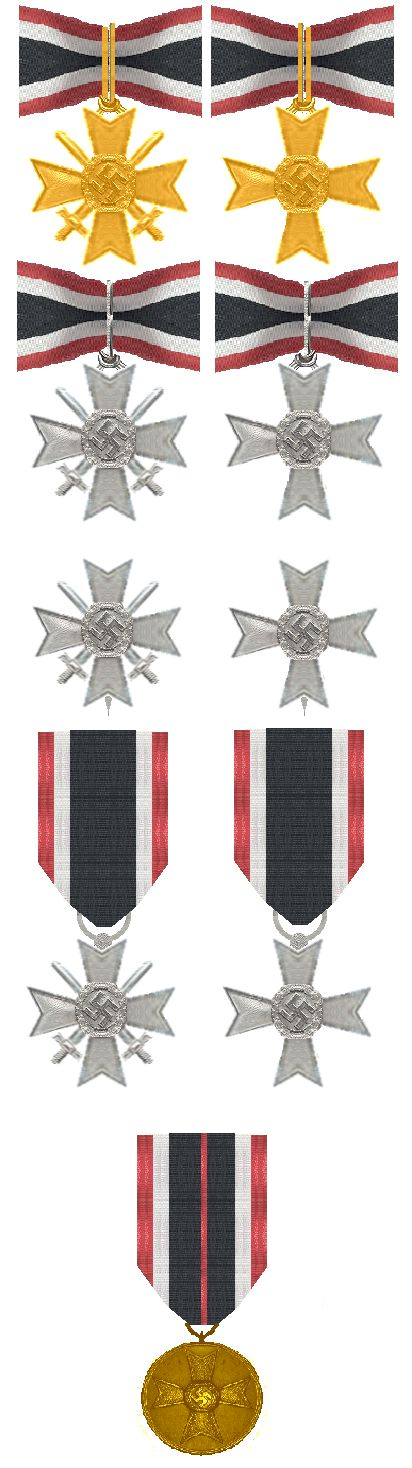
Cruz al Mérito de Guerra (1939-1945)

Esta condecoración fue creada por Adolf Hitler en octubre de 1939 como sucesora de la Cruz de Hierro para los no combatientes que se utilizó en guerras anteriores (una medalla similar pero con una cinta diferente). Fue otorgada de la misma manera que la Cruz de Hierro: Cruz al Mérito de Guerra de Segunda Clase, Cruz al Mérito de Guerra de Primera Clase y Cruz de Caballero de la Cruz al Mérito de Guerra. El premio tenía dos variantes: con espadas, entregadas a los soldados por un servicio excepcional "no relacionado directamente con el combate", y sin espadas, entregadas a los civiles por el servicio meritorio en "el fomento del esfuerzo de guerra". Los beneficiarios tenían que tener la calificación más baja del premio antes de pasar al siguiente nivel.
El uso de condecoraciones de la época nazi fue prohibido en Alemania después de la guerra, al igual que cualquier exhibición de la esvástica. Por lo tanto, los veteranos galardonados con la Cruz al Mérito de Guerra no pudieron usarla, ni en uniforme ni, en público, con vestimenta de civil. En 1957, la República Federal de Alemania autorizó versiones alternativas de reemplazo "desnazificadas" de las decoraciones de guerra del período de la Segunda Guerra Mundial. Estos podrían usarse tanto con el uniforme de la Bundeswehr como con ropa de civil. La nueva versión de la Cruz al Mérito de Guerra reemplazó la esvástica del círculo anverso de la cruz con la fecha "1939" (como en el círculo inverso de la versión original), el círculo inverso está en blanco. El uso de decoraciones de la era nazi en cualquier forma continuó estando prohibido en la República Democrática Alemana hasta la reunificación alemana en 1990.

## Criterios
La cinta de la Cruz al Mérito de Guerra era de color rojo-blanco-negro-blanco-rojo; es decir, los colores rojo y negro se invierten de la cinta de la versión de la Cruz de Hierro de la Segunda Guerra Mundial. La cinta para la Medalla al Mérito de Guerra era similar, pero con una estrecha franja roja vertical en el centro de la zona en negro. Los soldados que obtuvieron la Cruz al Mérito de Guerra de Segunda Clase con Espadas llevaban un pequeño emblema con espadas cruzadas en la cinta. La Cruz al Mérito de Guerra de Primera Clase era una medalla con un alfiler en el anverso que se llevaba en el bolsillo de la chaqueta (como la Cruz de hierro de Primera Clase). La cinta de la Cruz al Mérito de Guerra de Segunda Clase se podía usar como la cinta de la Cruz de Hierro de Segunda Clase (a través del segundo ojal). No obstante, los soldados tendían a tener la Cruz al Mérito de Guerra en baja consideración, la consideraban un Entrenamiento para la Cruz de Hierro. La Cruz de Caballero de la Cruz al Mérito de Guerra era una encomienda y se usaba de la misma manera que la Cruz de Caballero de la Cruz de Hierro.
Hubo un grado adicional de la Cruz al Mérito de Guerra, que se creó por sugerencia de Albert Speer: la Cruz de Caballero de la Cruz al Mérito de Guerra en Oro (en alemán: Goldenes Ritterkreuz des Kriegsverdienstkreuzes), pero nunca se incluyó oficialmente en la lista de condecoraciones nacionales ya que fue a finales de 1944 y no hubo tiempo para promulgar oficialmente la condecoración antes de que terminara la guerra. La Cruz de Caballero de la Cruz al Mérito de Guerra en Oro (sin espadas) fue otorgada "sobre el papel" a dos destinatarios el 20 de abril de 1945: Franz Hahne y Karl-Otto Saur.
Se consideró que la Cruz de Caballero de la Cruz al Mérito de Guerra tenía una clasificación más alta que la Cruz Alemana en Plata, pero por debajo de la Cruz de Caballero de la Cruz de Hierro. Se otorgaron un total de 118 premios de la Cruz de Caballero de la Cruz al Mérito de Guerra con Espadas y 137 premios sin espadas. Teniendo en cuenta la relativa rareza de la condecoración en comparación con los grados de la Cruz de Caballero de la Cruz de Hierro, adquirió un "significado adicional" que no necesariamente merecía, ya que estaba clasificada por debajo de la Cruz de Caballero de la Cruz de Hierro. Por ejemplo, el Reichsmarschall Hermann Göring hizo todo lo posible para que Hitler le concediera esta condecoración. Sin embargo, Hitler esbozó una serie de criterios que regían la concesión de esta condecoración y la filosofía de tales premios, y ordenó que los "camaradas prominentes del partido" no fueran galardonados con la Cruz de Caballero de la Cruz al Mérito de Guerra (o condecoraciones similares). y retiró las condecoraciones propuestas de esta orden al Gauleiter Erich Koch y Herbert Backe. Refiriéndose específicamente con sus comentarios a Göring, Hitler ordenó que se detuvieran esos intentos de obtener esta condecoración. Además, seis personas recibieron dos Cruces de Caballero de la Cruz al Mérito de Guerra (cada uno con y sin Espadas): Walter Brugmann, Julius Dorpmüller, Karl-Otto Saur, Albin Sawatzki, Walther Schreiber y Walter Rohlandt.
Estrechamente relacionada con la Cruz al Mérito de Guerra estaba la Medalla al Mérito de Guerra (en alemán: Kriegsverdienstmedaille), establecida el 19 de agosto de 1940 para  los civiles que realizaran un servicio sobresaliente al esfuerzo de guerra. Por lo general, se otorgaba a los trabajadores de las fábricas que excedían significativamente las cuotas de trabajo. La Medalla al Mérito de Guerra se otorgó a alemanes y no alemanes, a hombres y mujeres. Se estima que se entregaron 4,9 millones de medallas al final de la guerra en Europa.

## Destinatarios destacados
| - Alfred Ingemar Berndt - Josef Blösche, Segunda Clase con Espadas - Karl Böhm - Philipp Bouhler - Wernher von Braun - Hans Busch - Walter Dornberger - Walter Brugmann (Cruz de Caballero de Segunda Clase) - Friedrich Buchardt - Günther Burstyn - Adolf Butenandt - Kurt Daluege - Julius Dorpmüller (Cruz de Caballero de Segunda Clase) - Karlfried Graf Dürckheim - Karl von Eberstein - Adolf Eichmann - Reinhard Gehlen - Eugen Hadamovsky - Karl Hanke - Adolf Heusinger - Reinhard Heydrich (póstuma) - Franz Josef Huber - Friedrich Jeckeln | - William Joyce (Primera y Segunda Clase, sin Espadas) - Hans Jüttner - Ernst Kaltenbrunner - Hasso von Manteuffel (Segunda Clase) - Dr. Josef Mengele - Wilhelm Mohnke - Heinrich Müller - Arthur Nebe - Egon von Neindorff - Franz Neuhausen - Franz von Papen (Cruz de Caballero) - Oswald Pohl - Ferdinand Porsche - Karl-Otto Saur (Cruz de Caballero de Segunda Clase y Cruz de Caballero en Oro) - Walter Schellenberg - Kurt Schmidt - Karl Eberhard Schöngarth - Walter Schreiber (Cruz de Caballero de Segunda Clase) - Hermann Senkowsky - Josef Spacil - Albert Speer (Cruz de Caballero) - Otto Stapf - Rudolf Toussaint |